# Hawkstone Park
|  | Per a altres significats, vegeu «Hawkstone Park (desambiguació)». |

Hawkstone Park o Hawkstone és un circuit de motocròs situat a prop de Market Drayton, al nord de Shropshire, Anglaterra. És un dels circuits de motocròs més famosos del món, ja que des de la dècada del 1950 fins a l'actualitat s'hi han organitzat molts Grans Premis i esdeveniments internacionals.

## Situació

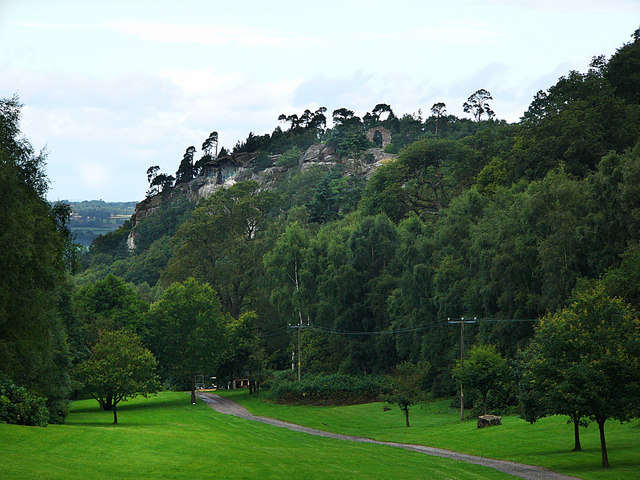
Vista del parc públic de Hawkstone

El circuit és dins els terrenys de Hawkstone Park, un parc públic de 40 ha amb terrenys d'esbarjo i jardins que havien pertangut a Hawkstone Hall -una gran mansió senyorial de començaments del segle xviii-, al sud-est de la petita població de Weston-under-Redcastle, a Shropshire. Al nord del circuit hi ha els coneguts Hawkstone Park Follies ("capritxos arquitectònics") i, més al nord, Hawkstone Hall. A l'est hi ha la població de Hodnet i al nord-est, a uns 14 km del parc, Market Drayton, la principal població de la contrada.
A banda dels capritxos i els jardins, el parc és conegut pels seus nombrosos afloraments rocosos, coves i, ben a prop, les ruïnes del Red Castle, un castell medieval del segle xiii. El nom de tot l'entorn ve de Richard Hill de Hawkstone (1655-1727), el noble que va bastir la propietat cap al 1707.

## Traçat
El circuit de Hawkstone té una longitud aproximada d'18 milles (29.0 km), tot i que el traçat es pot escurçar per a esdeveniments juvenils o de club si convé. És famós per la superfície de la pista, que consta de sorra profunda i argilosa. En el decurs d'un gran premi o altres proves similars, el circuit esdevé molt aspre i accidentat, posant a prova l'habilitat dels pilots.
La part central del circuit és el cèlebre 'Hawkstone Hill', un turó costerut que s'eleva progressivament en un pendent del 33% fins al cim. La seva cresta es pot veure des de la carretera A53, que va de Shrewsbury a Market Drayton, a diversos quilòmetres de distància. Al cim del turó, els pilots han de superar una dura superfície de pedra sorrenca, abans de tornar a baixar per la falda en un temible descens que comença amb una caiguda de més de 2 metres quasi vertical i segueix amb una accidentada recta de baixada que posa a prova l'habilitat i el control de la motocicleta per part dels pilots.
Altres obstacles famosos són la secció coneguda com a "whoop" ("crit de joia", "esgarip"), una sèrie de grans sotracs artificials que requereixen una bona dosi d'habilitat i coratge per part dels pilots a l'hora d'afrontar-los a altes velocitats. Una caiguda en aquesta secció acostuma a ser forta i espectacular (el tres vegades campió del món Dave Thorpe s'hi va estavellar espectacularment davant les càmeres de televisió al Gran Premi de Gran Bretanya de 500cc de 1986).
Entre els equipaments del circuit hi ha la zona de control de curses, amb la torre dels comentaristes, oficines, àrea de verificació tècnica i sala de premsa, a més d'un edifici de primers auxilis, lavabos i zona de dutxes per als pilots, un gran pàdoc i zona d'aparcament per al públic.

### Ús del circuit
El circuit de Hawkstone Park és una propietat privada i no és obert a la pràctica general, només s'hi celebra un grapat de curses a l'any, normalment organitzades pel Salop Motor Club o amb el seu suport. La majoria d'esdeveniments van adreçats a corredors afeccionats inscrits a l'AMCA (Amateur Motorcycling Association) o l'ACU, tot i que alguna de les proves de perfil superior es reserven per a pilots del Campionat britànic o corredors professionals internacionals.
En general, el circuit es considera com un dels més durs del Regne Unit i no es recomana per a principiants, sobretot en el format de Gran Premi. La sorra profunda i la superfície accidentada minven l'energia fins i tot dels millors pilots, i circular-hi a tota velocitat requereix molt d'esforç i concentració. Malgrat tot, el circuit és pintoresc i proporciona als afeccionats una rara oportunitat de córrer en un circuit estàndard internacional.

## Història

### Els inicis
La zona on hi ha actualment el circuit es va fer servir per primer cop com a emplaçament per a una competició de motor el 1938, quan el Crewe and Nantwich Light Car Club organitzà una prova de Hillclimb al Hawkstone Hill. El guanyador n'havia de ser qui fos capaç de pujar més amunt del turó, ja fos amb automòbil o amb motocicleta.
L'esclat de la Segona Guerra Mundial va aturar aquests esdeveniments primerencs, però poc després del final de la guerra va debutar a Hawkstone Park el motocròs (o, com es coneixia aleshores, l'scramble). Fou una prova organitzada pel Salop Motor Club, l'entitat que encara avui organitza esdeveniments a la zona i gestiona el circuit de motocròs de Hawkstone Park. A aquest primer esdeveniment, les proves de qualificació per als aspirants es varen desenvolupar de manera similar als primers "hillclimbs": els pilots que arribaven més amunt del turó es qualificaven per a la cursa.

### Dècades del 1950 i 1960
A partir d'aleshores, el circuit va anar agafant importància. El 1951 s'hi va celebrar la primera cursa de nivell nacional i el 1954 s'hi va organitzar per primer cop un Gran Premi del Campionat d'Europa de motocròs, l'antecedent del Campionat del Món. Phil Nex hi aconseguí la victòria davant de 33.000 espectadors. L'any següent, 1955, s'hi tornà a celebrar el Gran Premi i, en aquella ocasió, el Salop Club esdevingué l'entitat pionera a organitzar els Grans Premis del campionat a dues mànegues, havent-les d'acabar totes dues els pilots per a poder obtenir punts al campionat.
El 1960, amb motiu del Brian Stonebridge Memorial Trophy, el circuit acollí una de les multituds més grans de la seva història: hi van assistir 54.000 espectadors i es van haver d'habilitar autobusos per al públic des de ciutats properes com ara Shrewsbury. Un altre esdeveniment important durant aquells anys va ser l'edició de 1964 del Motocross des Nations, celebrada al circuit el 23 d'agost. Davant d'un públic enfervorit, la selecció britànica formada per Jeff Smith, els germans Derek i Don Rickman i Vic Eastwood hi aconseguí la victòria.
Es van continuar celebrant Grans Premis al circuit fins al 1965, moment en què les habituals condicions de pols varen fer que Hawkstone fos considerat massa perillós per a la competició de nivell internacional. El guanyador del darrer Gran Premi de Gran Bretanya de 500cc de la dècada, el de 1965, fou Jeff Smith (BSA).
Les dècades del 1950 i 1960 constitueixen la millor època de Hawkstone Park. Gràcies a la cobertura televisiva del programa Grandstand de la BBC (de vegades, amb Murray Walker de comentarista), l'Scrambling era força popular entre el gran públic i el recompte d'assistents a les curses de Hawkstone assolia sovint quantitats de cinc xifres. Era l'època dels famosos TV Scrambles i dels cèlebres campions britànics Jeff Smith i Dave Bickers entre d'altres.

### Dècades del 1970 i 1980
El Gran Premi de 500cc va tornar a Hawkstone el 1975 i el guanyador en fou el pilot de Suzuki Gerrit Wolsink. Tanmateix, els participants van protestar per les condicions de pols, de manera que el 1976 se n'hi va organitzar un de 125cc coincidint amb a la segona edició del mundial d'aquesta cilindrada. El guanyador en fou el belga Gaston Rahier (Suzuki).
D'ençà d'aleshores i fins a començaments de la dècada del 1980, el circuit va acollir una sèrie de reeixits Grans Premis de 250cc, i el Salop Motor Club també va presentar la popular prova New Year's Day ("Cap d'Any"). Aquesta prova, celebrada anualment cada 1 de gener fins al 1999, reunia els millors participants del Campionat britànic al costat de joves principiants i afeccionats de club, els quals corrien en una versió escurçada del circuit.
El 1984 va tornar al circuit el Gran Premi de 500cc. Fou en aquella edició, durant la segona mànega, quan Georges Jobé va saltar per sobre del seu rival André Malherbe, una espectacular acció immortalitzada en una icònica fotografia. El guanyador del Gran Premi fou Dave Thorpe, qui va patir la ja esmentada caiguda al circuit el 1986 però va tornar a aconseguir-hi la victòria el 1988.
El 1989 es va celebrar per segona vegada un Gran premi de 125cc al circuit i la victòria fou per al nord-americà Trampas Parker. Entre els darrers classificats hi havia l'aleshores debutant Stefan Everts.

### Dècada del 1990 - Actualitat
Durant la dècada del 1980, Hawkstone Park s'havia anat alternant com a seu del Gran Premi de Gran Bretanya de 500cc amb el circuit de Farleigh Castle, Wiltshire, però a partir de 1990 Hawkstone es va acabar imposant. Malauradament, això va coincidir amb un descens important de la popularitat dels Grans Premis de 500cc, ja que els principals fabricants de motocicletes van dedicar més atenció al campionat de 250cc. Tot i que Hawkstone Park s'emprava encara per a curses del campionat britànic, durant els noranta els Grans Premis de 500cc abandonaren definitivament Hawkstone Park. El darrer que s'hi va disputar de forma ininterrompuda fou el de 1994, després se n'hi va celebrar un altre el 1997 i, finalment, el 1999 s'hi va córrer el darrer de la seva història. En un assolellat dia de juliol, el suec Peter Johansson se n'endugué la victòria.

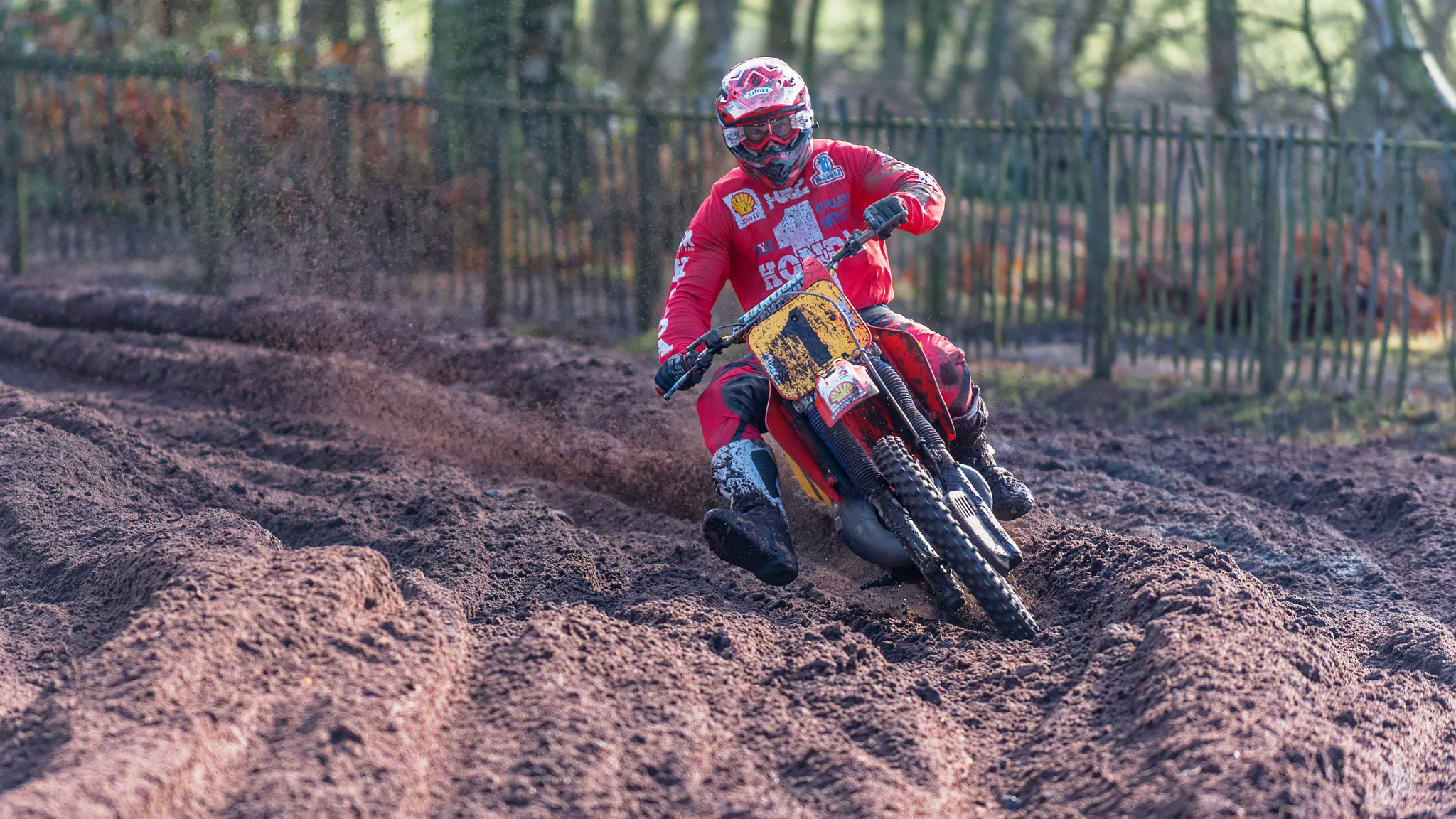
Un participant a la cursa internacional de Hawkstone del 2017

Tanmateix, Hawkstone Park no va cessar en la seva activitat d'alt nivell. El mateix 1999 s'hi va organitzar el primer esdeveniment internacional de pretemporada, una prova que se celebra cada març i a la qual hi assisteixen alguns dels millors pilots del món per tal d'agafar forma de cara a la imminent temporada de Grans Premis. És un esdeveniment que serveix també com a "tret de sortida" de la temporada britànica de motocròs i compta sovint amb l'assistència de més de 10.000 espectadors que segueixen regularment als esdeveniments internacionals.
Hawkstone Park acull també cada temporada diverses curses d'afeccionats i de motos històriques, juntament amb una ronda del Campionat britànic de motocròs que organitza l'ACU. Dins el recinte s'hi ha organitzat també el Gran Premi Britànic del Campionat del Món de trial, tot fent servir el bosc escarpat i rocós que envolta la pista. Antigament, l'equipament també s'havia fet servir per a proves d'enduro, combinant el circuit de motocròs i el bosc que l'envolta per a crear un recorregut allargat de diversos quilòmetres.
Hawkstone Park és considerat un dels circuits de motocròs més difícils del Regne Unit i molts afeccionats demanen que torni al calendari del mundial, ara ja de MXGP, tot i que és poc probable que això passi a causa dels elevats costos de la celebració d'un Gran Premi, juntament amb la ubicació i infraestructura relativament remotes a l'àrea on es troba. Malgrat tot, el 2009 sí que hi va tornar a haver un Gran Premi al circuit, ja que s'hi va disputar la primera ronda del mundial de MX3 (menys prestigiós, però, que els de MX1 i MX2). A banda de les curses de MX3, aquell Gran Premi va ser també la primera ronda del Campionat d'Europa de MX2. La victòria a MX3 va ser per a l'occità Julien Vanni i a MX2, per al cors Christophe Charlier. La manca d'entitat d'aquests dos campionats, però, no va atraure gaire públic al circuit i aquesta mena de proves no hi varen tenir continuïtat d'ençà de 2010.

### Principals esdeveniments
Els esdeveniments internacionals que ha acollit el Circuit de Hawkstone Park al llarg de la seva història són aquests:
| Esdeveniment                 | Data usual | De   | A    | Edicions |  |
| ---------------------------- | ---------- | ---- | ---- | -------- |  |
| GP de Gran Bretanya de 500cc | Al juliol  | 1954 | 1999 | 22       |  |
| GP de Gran Bretanya de 125cc | Variable   | 1976 | 1989 | 2        |  |
| GP de Gran Bretanya de 250cc | Al juny    | 1977 | 1987 | 6        |  |
| GP de Gran Bretanya de MX3   | A l'abril  | 2009 | 2009 | 1        |  |
|                              |            |      |      |          |  |
| Motocross des Nations        | A l'agost  | 1964 | 1964 | 1        |  |
| Total                        |            |      |      | 32       |  |

1. ↑  Coincidint amb el Gran Premi de MX3, se celebrà el Premi de Gran Bretanya de MX2, puntuable per al Campionat d'Europa.

## Altres modalitats motociclistes
- Hawkstone Park es va emprar originalment per a pujades de muntanya d'automòbils i motocicletes durant el període d'entreguerres.
- Hawkstone Park ha hostatjat recentment una ronda del campionat britànic de Hare and Hound, per a la qual s'han fet servir tant els boscos circumdants com el circuit de motocròs.
- Hawkstone Park és també un emplaçament important per a proves de trial. Durant la dècada del 1980 s'hi celebrava el tradicional primer trial de l'any, el British Experts, després discontinuat. Els anys 2005 i 2006 s'hi va celebrar, amb molt d'èxit, la ronda britànica del Campionat del món de trial.
- Els anys 2018 i 2019, la instal·lació hostatjà el "Hawkstone Park Cross-Country", prova puntuable per a l'aleshores anomenat World Enduro Super Series (WESS), l'actual Campionat del Món de Hard Enduro.

## Curiositats
El popular cantant Roy Orbison va assistir d'espectador al circuit durant el Gran Premi de Gran Bretanya de 500cc de 1965. Gran afeccionat a la motocicleta, li oferirien la possibilitat de provar una volta al circuit. Malauradament, en fer-la es va estavellar i es va trencar un turmell. El mateix dissabte a la nit va aparèixer en directe al Saturday Night at the London Palladium amb el peu enguixat.
Al circuit només hi ha hagut una víctima mortal al llarg de la seva història. Fou al juny del 2005 quan Richard Fitch, de 21 anys, s'hi va morir mentre competia en un campionat nacional. Després d'una col·lecta popular, es va erigir un monument commemoratiu en memòria seva davant la zona de control de cursa, poc després de la meta.
Cal no confondre el circuit de Hawkstone Park amb els capritxos arquitectònics del parc, situats ben a prop. Atès que les curses només s'hi organitzen de tant en tant, en aquestes ocasions el circuit de motocròs està degudament senyalitzat mitjançant taulers i senyals temporals, tot i que és habitual que els que hi van per primera vegada s'equivoquin en seguir els senyals permanents i acabin a la zona dels capritxos.